# ブロシャン銅鉱
ブロシャン銅鉱(Brochantite)は、硫酸銅(II)を含む硫酸塩鉱物の1つで、化学式は、Cu4SO4(OH)6である。乾燥気候または急速酸化しつつある硫酸銅鉱床で形成される。フランスの数学者で鉱物学者のアルマン・レヴィが同僚の地質学者で鉱物学者のアンドレ・ブロシャン・ヴィリエの名前に因んで命名した。
結晶の色は、エメラルドグリーンから黒緑色、青緑色で、針状結晶または柱状結晶となる。共生鉱物には、孔雀石、藍銅鉱、珪孔雀石等があり、これらの鉱物と仮晶を形成する。
この鉱物は、アメリカ合衆国（特にアリゾナ州）、ギリシアのセリフォス島、チリ等の世界中のいくつかの場所で見られる。
一般的な汚染物質である大気中の二酸化硫黄が存在する都市部においては、ブロンズ彫刻の腐食生成物としてよく見られるものである。これは、風化によって銅イオンの蓄積が妨げられ、水の膜の酸性度が高まる、露出した領域で主に形成される。露出していない領域では、主な腐食生成物は、アントレル鉱である。

## ギャラリー

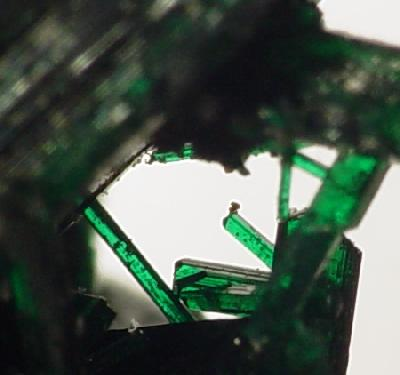
アリゾナ州ビスビー産出の長細い結晶で、収集家がブロシャン銅鉱に求める望ましいエメラルドグリーン色と良好な光沢を持つ。大きさは、2.3 x 2 x .8 cm。
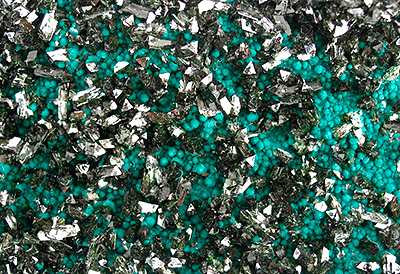
ジンバブエのカッパーベルト州キトウェのロカナ鉱山で産出した珪孔雀石上のブロシャン銅鉱。大きさは、約3 x 5 cm。
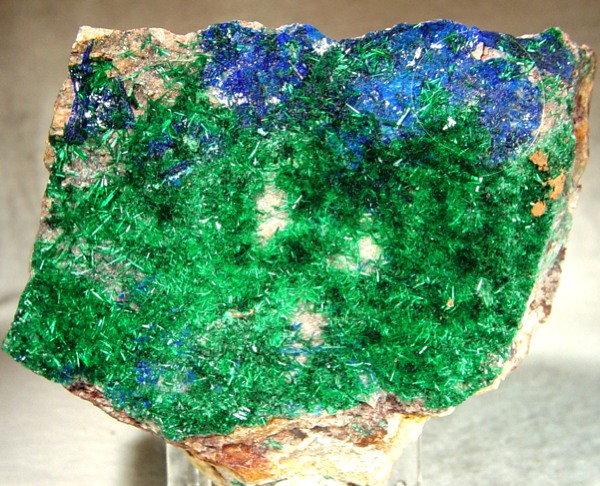
モロッコのMujuramで産出した青鉛鉱上のブロシャン銅鉱。大きさは、8 x 8 cm。